# Sat s kukavicom
Satovi s kukavicom su zidni satovi, koji se tradicionalno proizvode u Schwarzwaldu. Poznati su širom svijeta.
Sat pokreće njihalo koje visi na lancu.
Kućište je uglavnom u izrađeno od drveta u obliku ukrašene starinske schwarzwaldske kuće.
Za svaki puni sat se oglašava obično zajedno sa zvukom ”GONG”-om i ovisno o broju sati mehanička ptica kukavica.